# Picea omorika
Espèce
Classification phylogénétique
Statut de conservation UICN

 EN B1ab(i,ii,iii,v) : En danger
L'Épicéa de Serbie (Picea omorika), en serbe cyrillique панчићева оморика et en serbe translittéré pančićeva omorika, est une espèce d'épicéa endémique d'une petite région des Balkans.

## Description
C'est un arbre persistant de taille moyenne mesurant 20 à 35 m de hauteur, atteignant exceptionnellement 40 m de haut. Sa silhouette est très étroite comparée à celle de l'épicéa commun. Son tronc a une écorce écailleuse et brunâtre atteint un diamètre de plus de 1 m. Les pousses sont de couleur ocre jaune, et fortement pubescentes (tomenteuses). Les feuilles sont en forme d'aiguille, de 10 à 20 mm de long, aplaties, bleu-vert sombre sur le dessus, possédant deux bandes blanches de stomates blanches sur le dessous. Les cônes de 4 à 7 cm de long, fusiformes (en forme de toupie, plus large au milieu), violet sombre (presque noir) au stade juvénile, évoluant vers le marron foncé 5 à 7 mois après la pollinisation, et possèdent des écailles rigides.

## Répartition

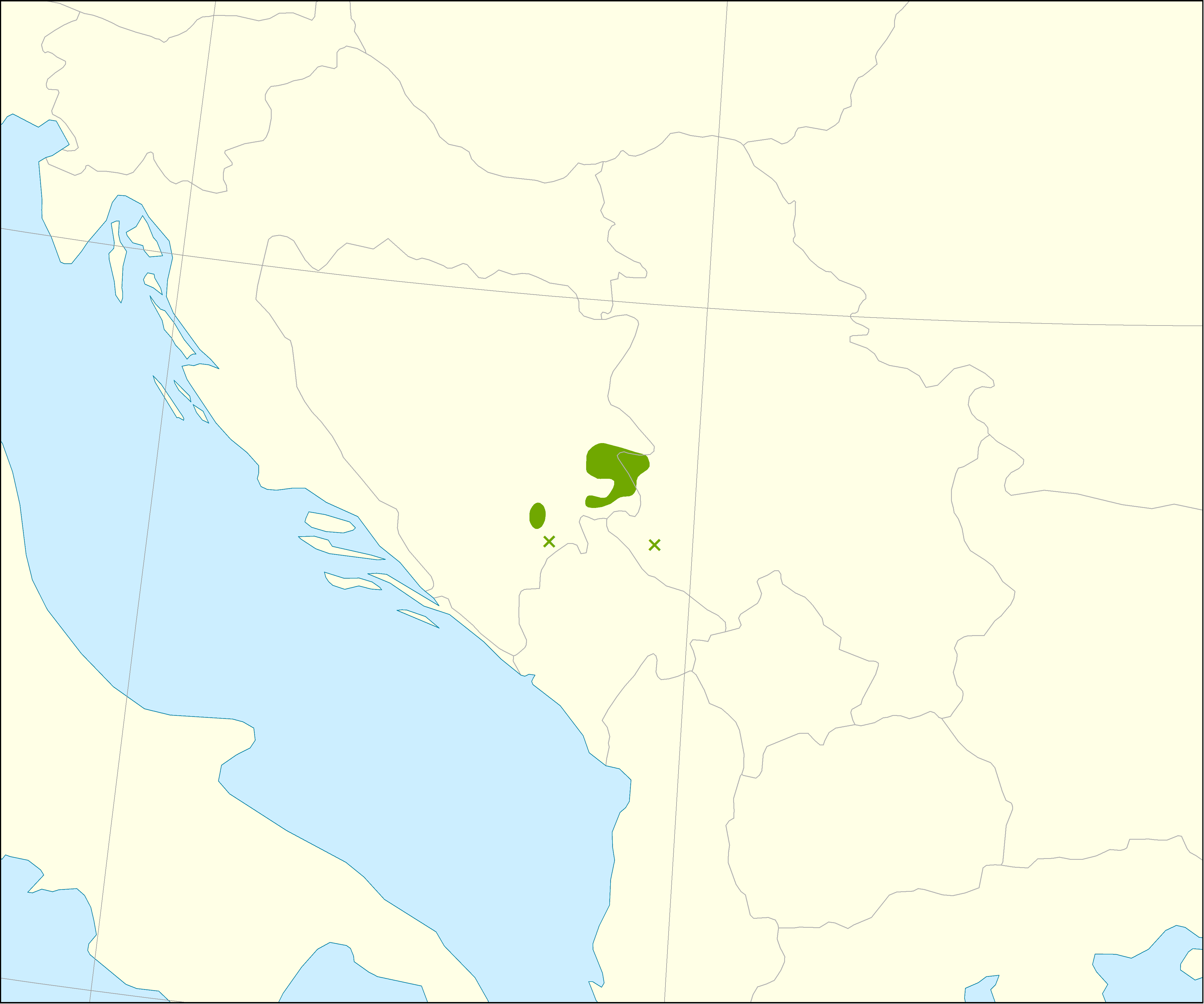
Aire de distribution.

C'est une espèce rare à l'état sauvage, endémique d'une très petite région entre l'est de la Bosnie-Herzégovine et l'ouest de la Serbie. En Serbie on la trouve principalement dans la vallée de la Drina près de Višegrad.

## Culture et utilisation
En dehors de son aire de répartition naturelle, l'épicéa de Serbie est très utilisé dans l'horticulture comme arbre d'ornement dans les jardins, apprécié en Europe et en Amérique du Nord pour ses dimensions assez modérées et sa silhouette, pour sa capacité à pousser sur une large gamme de sols (c'est-à-dire calcaire ou acide et sableux ou argileux), et sa meilleure résistance à la sécheresse que les autres épicéas sous les climats de plaine, bien qu'il préfère un terreau humide et bien drainé. Il est aussi cultivé en petite quantité en sylviculture pour être utilisé comme arbre de Noël et pour la production de bois et de papier, particulièrement en Europe septentrionale, bien que sa croissance lente en fait une essence bien moins importante en culture que l'épicéa de Sitka ou l'épicéa commun.

## Histoire
Cet épicéa a été découvert pour la première fois près du village de Zaovine sur la montagne Tara, et a été décrit en 1875 par le botaniste Josif Pančić.

## Galerie

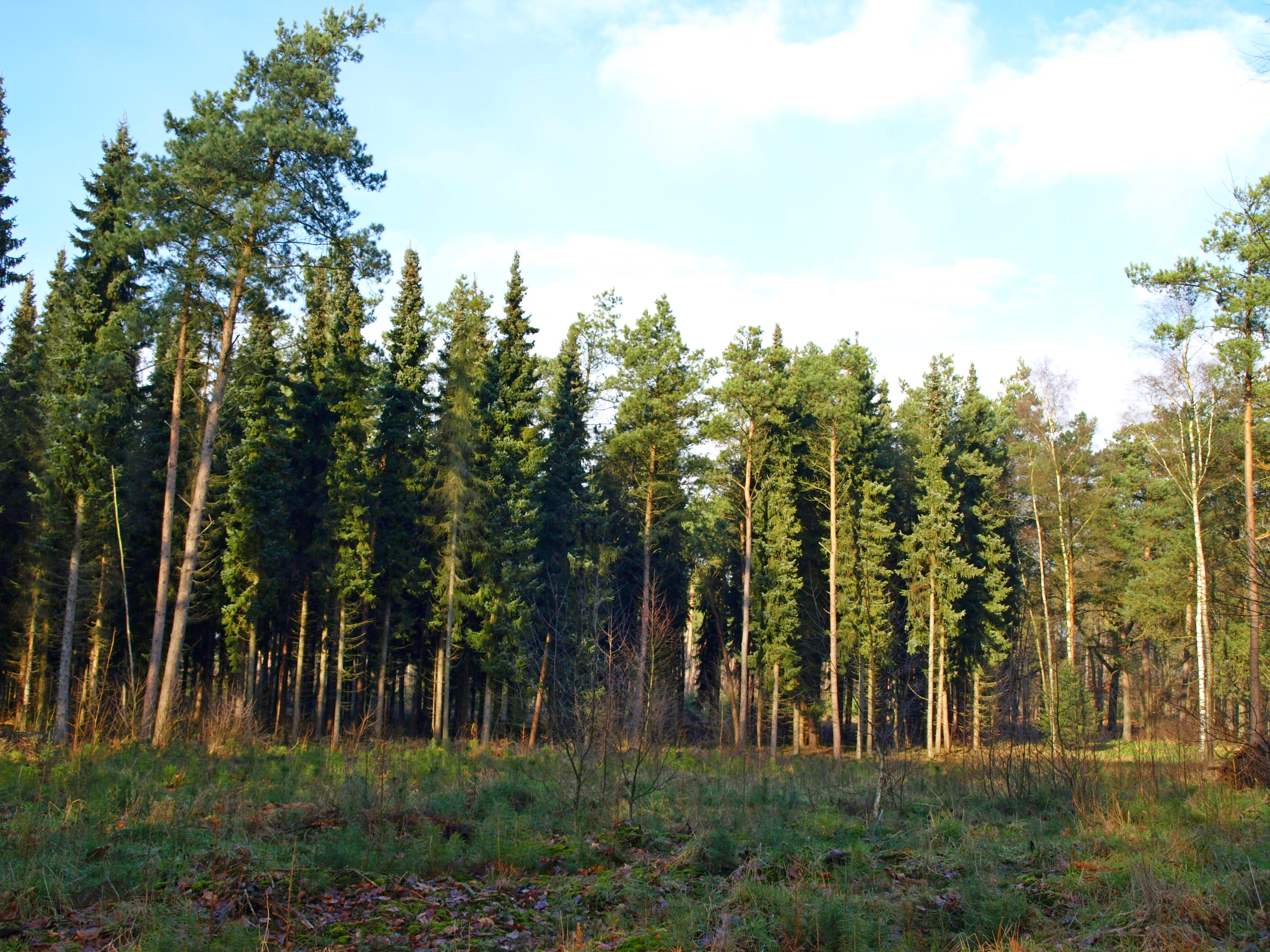
Forêt de Picea omorika, plantée aux Pays-Bas, en compagnie de Pinus sylvestris.
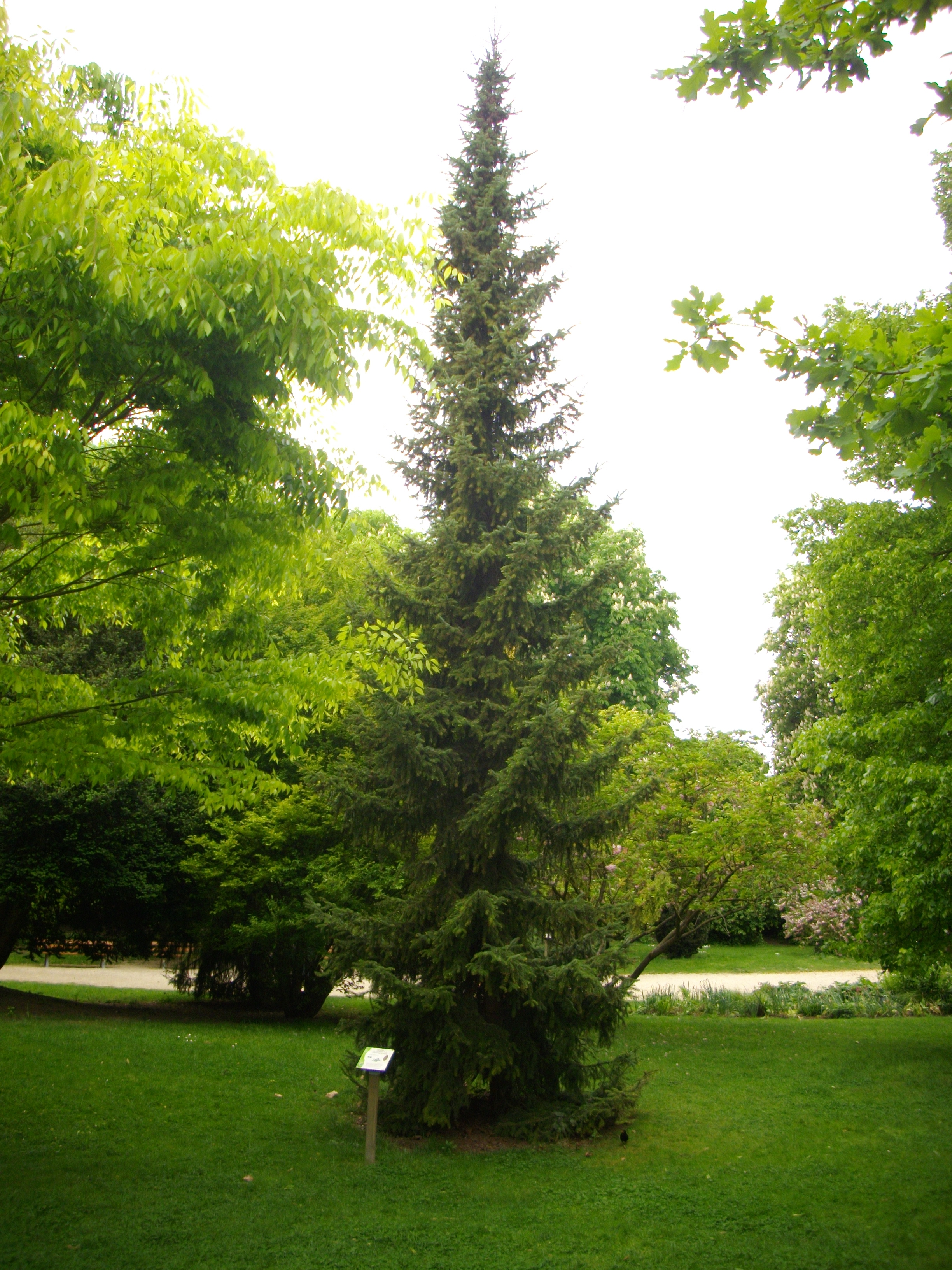
Arbre isolé.
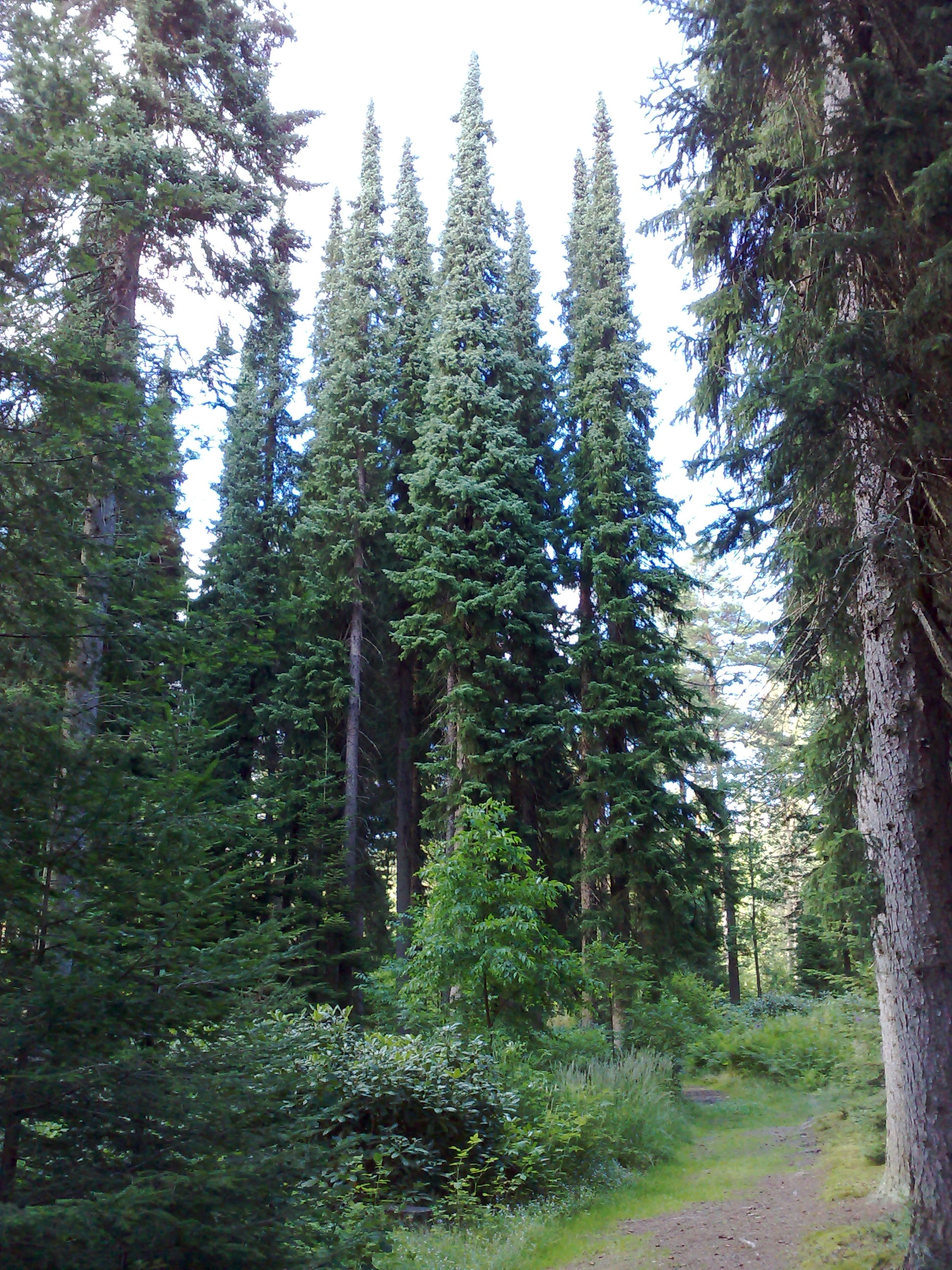
Groupe dans un arboretum.
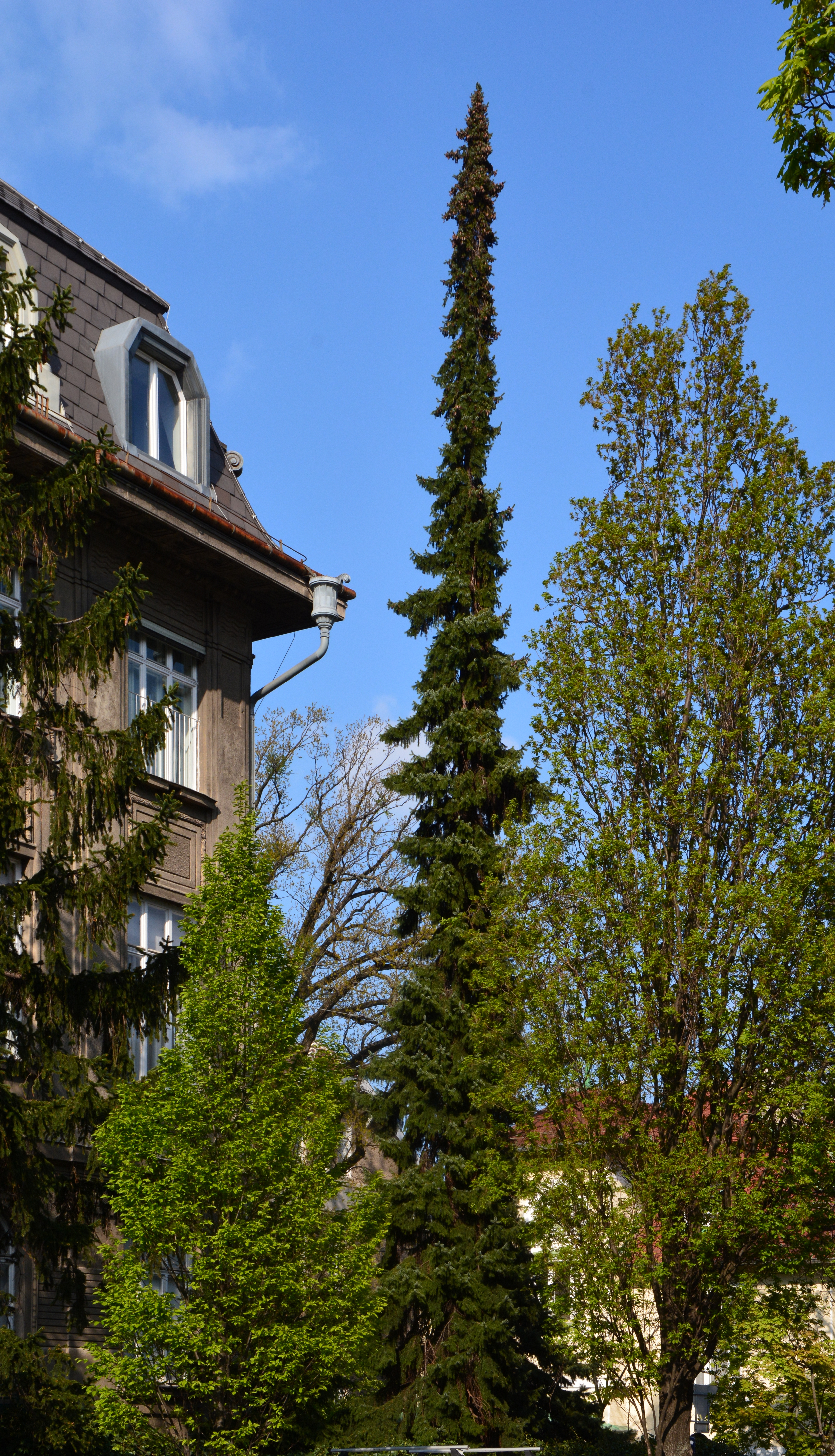
Sujet dans un jardin : le port très étroit est caractéristique de l'espèce.
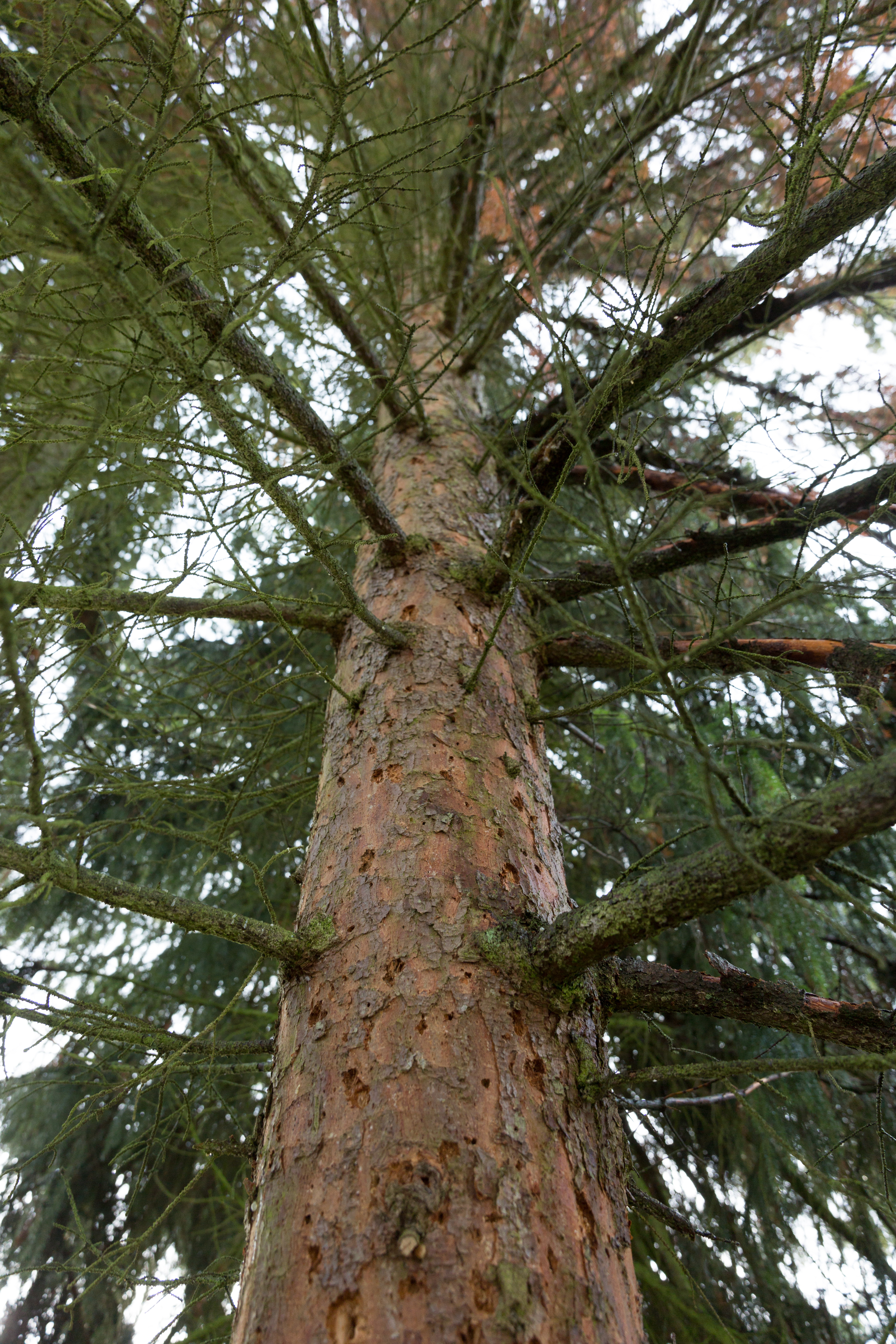
Tronc.
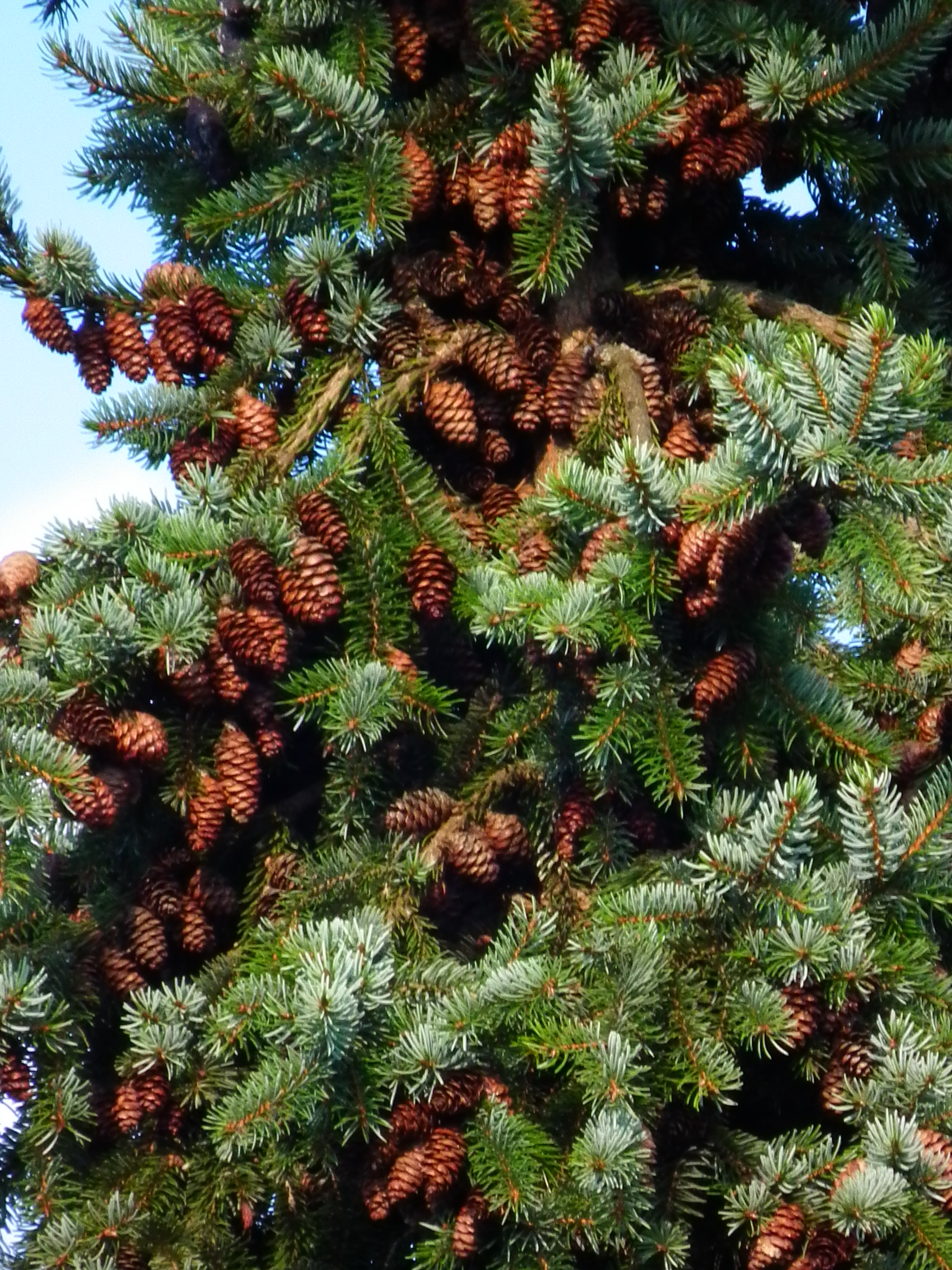
Cônes.
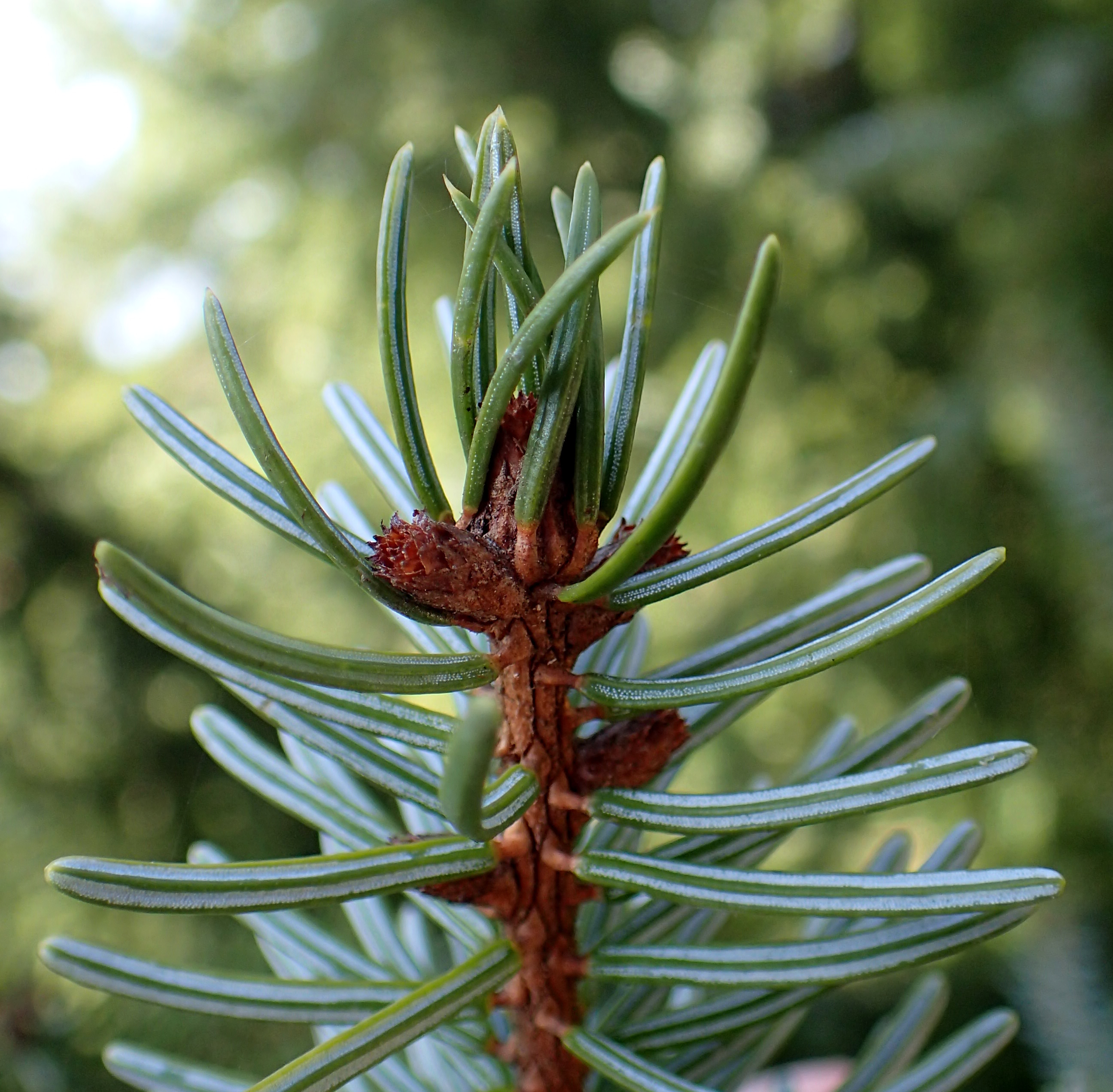
Aiguilles et jeune cône.
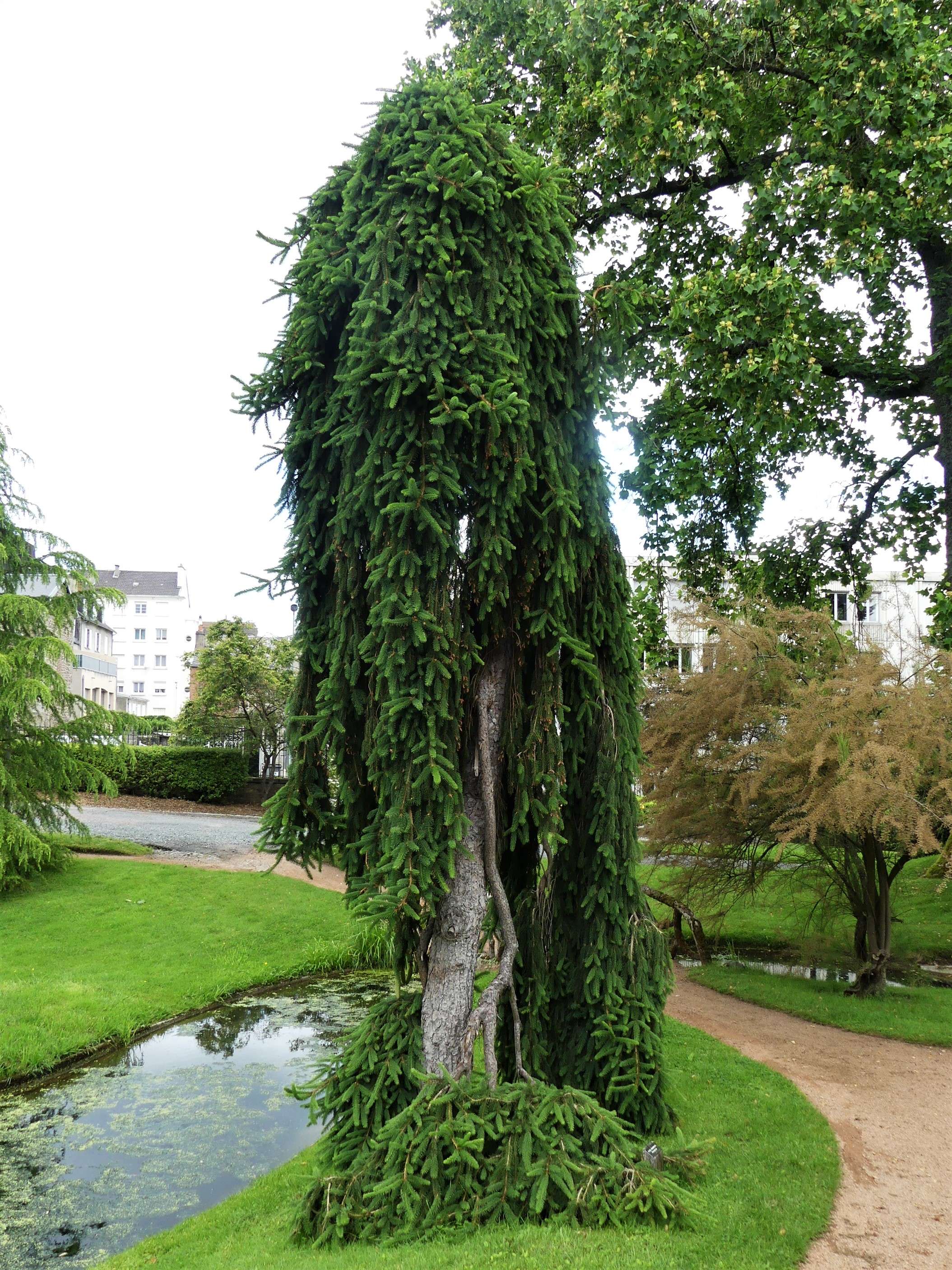
Variété pendula.
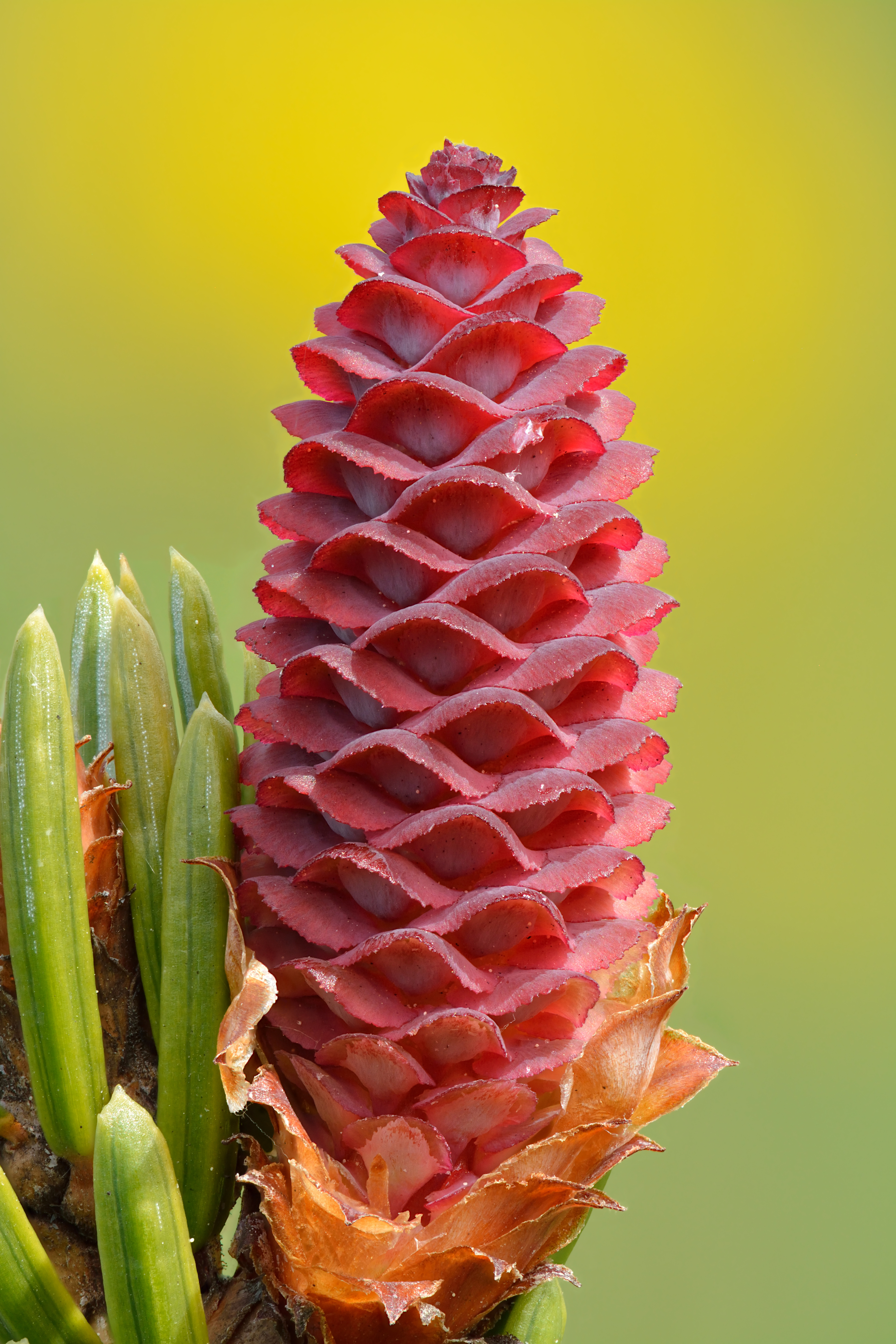
Cône femelle de Picea omorika.